# De chincol a jote
De chincol a jote fue un programa humorístico de Canal 13 emitido entre 1987 y 1991. 

## Historia
Dirigida en su primera temporada por Óscar Rodríguez Gingins y durante la segunda por Cristián Mason. Fue protagonizado por Cristián García-Huidobro, Coca Guazzini, Gonzalo Robles, Roberto Poblete y Malucha Pinto, entre otros actores. Fue retransmitido por Canal 13 en 1993 (como parte del programa El Chincol Ataca de Nuevo), por UCV Televisión entre los años 2006 y 2008 (como parte del programa Archihumor, el cual también compilaba sketches destacados del programa Mediomundo) y posteriormente por el canal de cable Rec TV a mediados del 2015 hasta el presente.
Comenzó con los actores Cristián García-Huidobro, Coca Guazzini, Gonzalo Robles y Malucha Pinto, quienes llevaban tres años juntos, trabajando en Sábados Gigantes como parte del recordado sketch Los Eguiguren antes de que pensaran siquiera armar el proyecto del programa humorístico que tenían en mente. Los personajes de Hermosilla y Quintanilla (interpretados por García-Huidobro y Robles, respectivamente) aparecieron varias veces en Sábados Gigantes durante la década de los 80. Finalmente los cuatro actores decidieron abandonar Sábados Gigantes para dedicarse completamente al proyecto que terminaría convirtiéndose en abril de 1987 en De Chincol a Jote. El programa logró gran éxito y algunos de sus gags, especialmente Hermosilla y Quintanilla, Humbertito y Gaspar, y Los Hueseros, terminarían transformándose en clásicos de la cultura popular chilena. El programa terminaría abruptamente el 20 de diciembre de 1991, debido a unas divisiones en la "columna vertebral" del elenco. Cristián García-Huidobro, Roberto Poblete y Luis Gnecco, se irían a La Red en abril de 1992 para dar vida al controvertido programa humorístico El desjueves que duró hasta fines de 1994. Por su parte, Gonzalo Robles, Malucha Pinto, Coca Guazzini, Alex Zisis y Tatiana Molina emigrarían a TVN en 1993, para participar en la comedia Jaguar... ¿Yu? entre ese año, 1994 y 1995.

## Sketches destacados del programa
El programa constaba de diversos sketches cortos, siendo los más destacados los siguientes:
- Humbertito y Gaspar: en este sketch Gaspar (Roberto Poblete) le cuenta chistes al distraído y atarantado Humbertito (Cristián García-Huidobro). Sin embargo Humbertito termina entendiendo cualquier cosa menos el chiste que Gaspar le contó.
- Hermosilla y Quintanilla: en este sketch se muestran las aventuras y desventuras de los disparatados, alegres y holgazanes empleados públicos Hermógenes Hermosilla (Gonzalo Robles) y Quintalicio Quintanilla (Cristián García-Huidobro), quienes trabajan en una oficina de archivos y partes a cargo de la sería y malhumorada señorita Astrid Ulloa Martínez (Coca Guazzini).
- Servicio a la Comunidad: sketch que parodia a los programas de "servicio social", donde Coca Guazzini y Cristián García-Huidobro daban los más insólitos "consejos" para ayudar a la comunidad.
- Los Hueseros: en este sketch vemos a dos esforzadas familias pobres (una conformada por Gonzalo Robles y Coca Guazzini y la otra conformada por Cristián García-Huidobro y Malucha Pinto) que se ganan la vida vendiendo todo tipo de huesos.
- Conjeturas: parodia más que evidente a programas de conversación de tinte político (como A Esta Hora se Improvisa) donde tanto el "moderador" del programa (Alex Zisis) como sus invitados casi llegan a trenzarse a golpes al no ponerse de acuerdo con el tema a tratar.
- Vendedores de Humitas: en este sketch, César Arredondo y Myriam Palacios dan vida a dos peculiares vendedores de humitas, quienes en lugar de venderlas terminan discutiendo con sus "potenciales clientes" debido a su elevado precio.

## Repercusión de Humbertito y Gaspar
Los personajes de Humbertito y Gaspar (interpretados por Cristián García-Huidobro y Roberto Poblete, respectivamente) tuvieron tan buena acogida que fueron usados en diversos programas de Canal 13 luego del fin de De Chincol a Jote. Aparecieron varias veces en el programa Venga Conmigo y tiempo después tendrían una de las secciones principales del programa humorístico Na' que ver con Chile (1997-1998). Este gag de dio origen al chilenismo en el que las personas se refieren a alguien en tono despectivo como "Humbertito", expresión que se usa generalmente para indicar que una persona es "tonta" o "torpe" (debido a que en los gags el personaje de Humbertito entendía cualquier otra cosa menos lo que su amigo Gaspar le explicaba en los chistes que ocurrentemente le contaba). 
Debido a la cantidad de veces en que infructuosamente Gaspar intenta hacerse entender, finalmente debe disfrazarse para lograr su objetivo.
El personaje de Humbertito reaparecería en 2013 como parte de los spots publicitarios de la campaña a diputado del actor Roberto Poblete (que interpretaba a Gaspar, el mejor amigo de Humbertito), donde el propio Poblete intenta explicarle a Humbertito en qué consiste su campaña política y al mismo tiempo buscaba ilustrarle a qué localidades del distrito 47 representaría (entre ellas la localidad de Los Ángeles, pueblo natal de Poblete). Finalmente, Poblete saldría electo diputado con el 12,96% de los votos.

## Elenco
- Cristián García-Huidobro (1987-1991)
- Coca Guazzini (1987-1991)
- Malucha Pinto (1987-1991)
- Gonzalo Robles (1987-1991)
- Alex Zisis (1987-1991)
- César Arredondo (1987-1991)
- Tatiana Molina (1987-1991)
- Carmen María Swinburn (1987)
- Roberto Poblete (1987-1991)
- Loreto Valenzuela (1987, solo como parte del sketch Hermosilla y Quintanilla)
- Hugo Medina (1987, solo como parte del sketch Hermosilla y Quintanilla)
- Luis Gnecco (1988-1991, en 1987 solo como parte del sketch Hermosilla y Quintanilla)
- Myriam Palacios (1988-1991)
- Víctor Rojas (1988-1991)
- Anita Klesky (solo en la temporada 1989)
- Gabriel Prieto (solo en la temporada 1989)
- Francisca Castillo (solo en la temporada 1991)